# Sainte-Suzanne-sur-Vire
Sainte-Suzanne-sur-Vire è un comune francese di 560 abitanti situato nel dipartimento della Manica nella regione della Normandia.

## Società

### Evoluzione demografica
Abitanti censiti